# دالة توزع معامل الانعكاس ثنائي الاتجاه

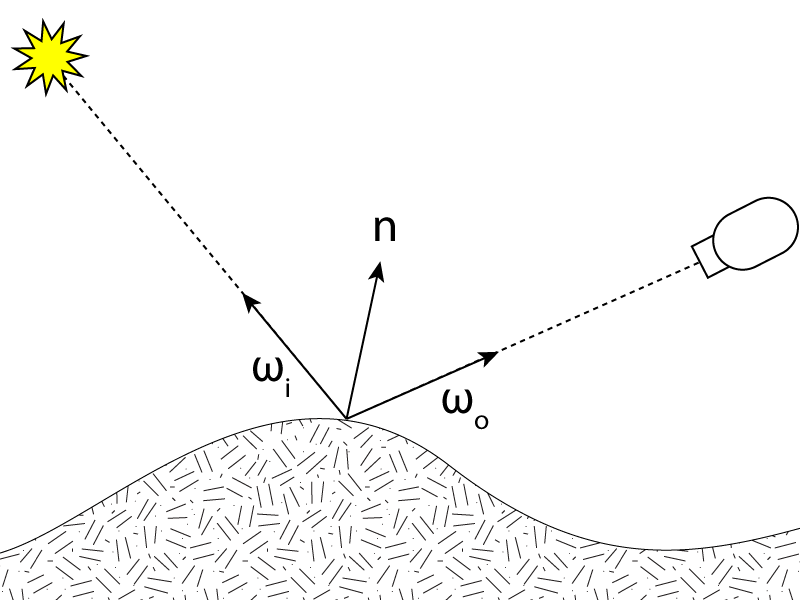

إن دالة توزع معامل الانعكاس ثنائي الاتجاه (أو BRDF {\displaystyle f_{\text{r}}(\omega _{\text{i}},\,\omega _{\text{r}})} ) هي دالة من 4 متغيرات تُعرّف انعكاس الضوء على سطح عاتمٍ. وتُستخدم هذه الدالة في علم البصريات وخوارزميات الرسوميات الحاسوبية وخوارزميات الرؤية الحاسوبية.
تأخذ الدالة متجه الضوء الداخل {\displaystyle \omega _{\text{r}}} والخارج {\displaystyle \omega _{\text{i}}} (بأخذهما على نظام الإحداثيات، حيث يتوضع ناظم السطح n {\displaystyle \mathbf {n} } على المحور z)، وتُرجِع معدل الشعاع المنعكس {\displaystyle \omega _{\text{i}}} إلى التشعيع الواقع على سطح المتجه {\displaystyle \phi }. ويُوصف كل متجه w {\displaystyle \theta } بزاوية السمت ]صورة[ وزاوية سمت الرأس، لذا تتألف الدالة من 4 متغيرات. ولهذه الدالة واحدة قياس sr-1 حيث تعني sr ستراديان، وهي واحدة قياس الزاوية المجسمة.

## التطبيقات
إن دالة توزع معامل الانعكاس ثنائي الاتجاه، أو BRDF اختصاراً، هي إحدى المفاهيم الأساسية في علم قياس الإشعاع، وتُستخدم وفقاً لذلك في الرسوميات الحاسوبية لتصيير المشاهد الاصطناعية (اقرأ معادلة التصيير)، كما تُستخدم أيضاً في الرؤية الحاسوبية لمعالجة العديد من المسائل الرياضية كتمييز الأشياء.
استُخدمت دالة BRDF أيضاً في حصر الضوء في الخلايا الشمسية أو أنظمة مصفوف الألواح الضوئية الجهدية.
تستخدم وكالة ناسا نموذج دالة توزع معامل الانعكاس ثنائي الاتجاه في أجهزة استشعار الأقمار الصناعية لوصف السطح متباين الخواص. فعند دراسة منطقة معينة من الأرض، تُنشأ دالة BRDF على أساس المشاهدات متعددة الزوايا لانعكاس السطح. بينما تعتمد المشاهدات الإفرادية على الهندسة البصرية والزاوية الشمسية، ويصف حاصل MODIS BRDF/Albedo خصائص السطح الحقيقية في النطاقات الطيفية المتعددة، وعند دقة تُقدر بـ 500 متر. ويُستخدم حاصل BRDF/Albedo لتمثيل وضاءة السطح بالاعتماد على التشتت الجوي.

## نماذج
يمكن قياس دالة التوزع مباشرة من الأشياء الحقيقية باستخدام كاميرات مُدرّجة ومصادر ضوئية. وعلى أي حال، اقتُرحت عدة نماذج ظاهراتية ونماذج تحليلية، كنموذج انعكاس لامبرت، للاستخدام في مجال الرسوميات الحاسوبية، وتتضمن بعض محاسن هذه النماذج الحديثة التالي:
- انعكاس متباين الخواص ملائم
- قابلية التعديل باستخدام عددٍ قليلٍ من البارامترات (معالم) الحدسية.
- حساب تأثيرات فيرنل عند الزوايا السافة
- ملائمتها لطريقة مونت كارلو.

وجد W. Matusik وآخرون أن التحريف بين العينات المقاسة يعطينا نتائج حقيقية وسهلة الفهم.
بعض الأمثلة
- نموذج لامبرت، ويمثل بدقة السطح المنبثق (الكامد) بدالة توزع ثابتة.
- نموذج Lommel–Seeliger، الانعكاس القمري والمريخي.
- نموذج فونغ الانعكاسي، وهو نموذج ظواهري مشابه للانعكاس الشبيه بالبلاستيك.[6]
- نموذج بلين–فونغ، وهو يمثل نموذج فونغ، لكنه يسمح بإدخال بعض الكميات، مما يخفف من الأعباء الحسابية.[7]

## القياس
تُستخدم عادة أداة لقياس BRDF تدعى Gonioreflectometer، حيث تستخدم هذه الأداة ذراعاً أو أكثر لقياس الزوايا ولتموضع مصدر الضوء، وكاشفاً في اتجاهات مختلفة من العينة المسطحة للمادة كي يتم القياس. ولقياس دالة التوزع بشكل تام، يجب أن تُعاد هذه العملية عدة مرات، ويجب تحريك مصدر الضوء في كل عملية قياس إلى زاوية مسقط مختلفة [19]، لكن استخدام آلة كهذه لقياس دالة توزع معامل الانعكاس ثنائي الاتجاه تستغرق الكثير من الوقت.
تم لاحقاً إدخال تحسينٍ مهم جداً على هذه الأداة، وهو مرآة نصف مفضضة وكاميرا رقمية لالتقاط أكبر عددٍ ممكن من عينات BRDF لهدف (شيء أو غرض) مستوي في نفس اللحظة. وبسبب النجاح الكبير الذي حققه هذا التحسين الجديد، تمكن العديد من العلماء من تطوير أدوات وآلات أخرى لقياس BRDF بشكل ناجح وفعال من عينات حقيقية في العالم، واستمرت عمليات تطوير أدوات القياس حتى اليوم، كما يُعتبر تطوير أدوات القياس مجالاً بحثياً نشطاً.
وهناك طريقة أخرى بديلة لقياس BRDF بالاعتماد على التصوير بالمدى الديناميكي العالي. حيث تعتمد الخوارزمية المعيارية هنا على قياس نقطة التسحب لدالة توزع معامل الانعكاس ثنائي الاتجاه من الصور، ثم تحسينها باستخدام إحدى نماذج الـ BRDF.